# 阿拉伯復興社會黨 (敘利亞主導派)
阿拉伯復興社會黨（羅馬化：Ḥizb al-Ba‘th al-‘Arabī al-Ishtirākī），簡稱復興黨，又被稱為親敘利亞復興運動，是一個在阿拉伯世界有眾多黨部的新復興主義政黨。該黨在1966年2月繼承阿拉伯復興社會黨後出現，由敘利亞政府主導。2024年以前，阿拉伯復興社會黨—敘利亞地區是该党最大的分支。
在1970至2000年間，該黨由時任總書記兼敘利亞總統哈菲兹·阿萨德領導；2018年10月以前，該黨的領導權由阿塞德之子巴夏爾·阿塞德（敘利亞地區黨部領導人）與阿卜杜拉·阿赫馬爾（泛阿拉伯民族組織領導人）共享。2017年，敘利亞地區領導機構與民族領導機構合併，巴夏爾·阿塞德成為中央領導機構總書記。

## 領導制度

### 總書記
哈菲兹·阿萨德于1970年成為敘利亞地區領導機構書記，之後成為民族領導機構總書記。即使他在2000年過世後，其仍是民族領導機構的正式總書記；而敘利亞地區领导机构書記則由其子巴夏爾·阿薩德接替。
阿卜杜拉·阿赫馬爾在1971至2018年間任民族領導機構副總書記。巴夏爾·阿塞德于2017年当選民族委員會總書記。希拉爾·希拉爾在2018年至2024年間任中央領導機構副總書記。2024年起，易卜拉欣·哈迪德任中央領導機構副總書記。

#### 歷任總書記
- 努爾丁·阿塔西（1966年—1970年）
- 哈菲兹·阿萨德（1970年9月12日—2000年6月10日）
- 阿卜杜拉·阿赫馬爾（英语：Abdullah al-Ahmar）（代理，2000年6月10日—2017年5月14日）
- 巴夏爾·阿薩德（2017年5月18日—2024年12月11日）
- 空缺（2024年12月11日至今）

### 民族委員會
在該黨第十四次民族代表大會時，該黨原有的領導機構「民族領導機構」被「民族委員會」取代，民族委員會將由復興黨各地區領導機構書記組成。

### 民族代表大會
第一次到第八次民族代表大會為分裂之前的阿拉伯復興社會黨舉辦。
- 第九次民族代表大會（1966年9月25日—29日）
  - 第九次非常民族代表大會（1967年9月）
- 第十次民族代表大會（1968年10月）
  - 第十次非常民族代表大會（1967年10月—11月）
- 第十一次民族代表大會（1971年8月）
- 第十二次民族代表大會（1975年7月）
- 第十三次民族代表大會（1980年7月27日—8月2日）
- 第十四次民族代表大會（2017年5月15日—5月21日）

## 分支

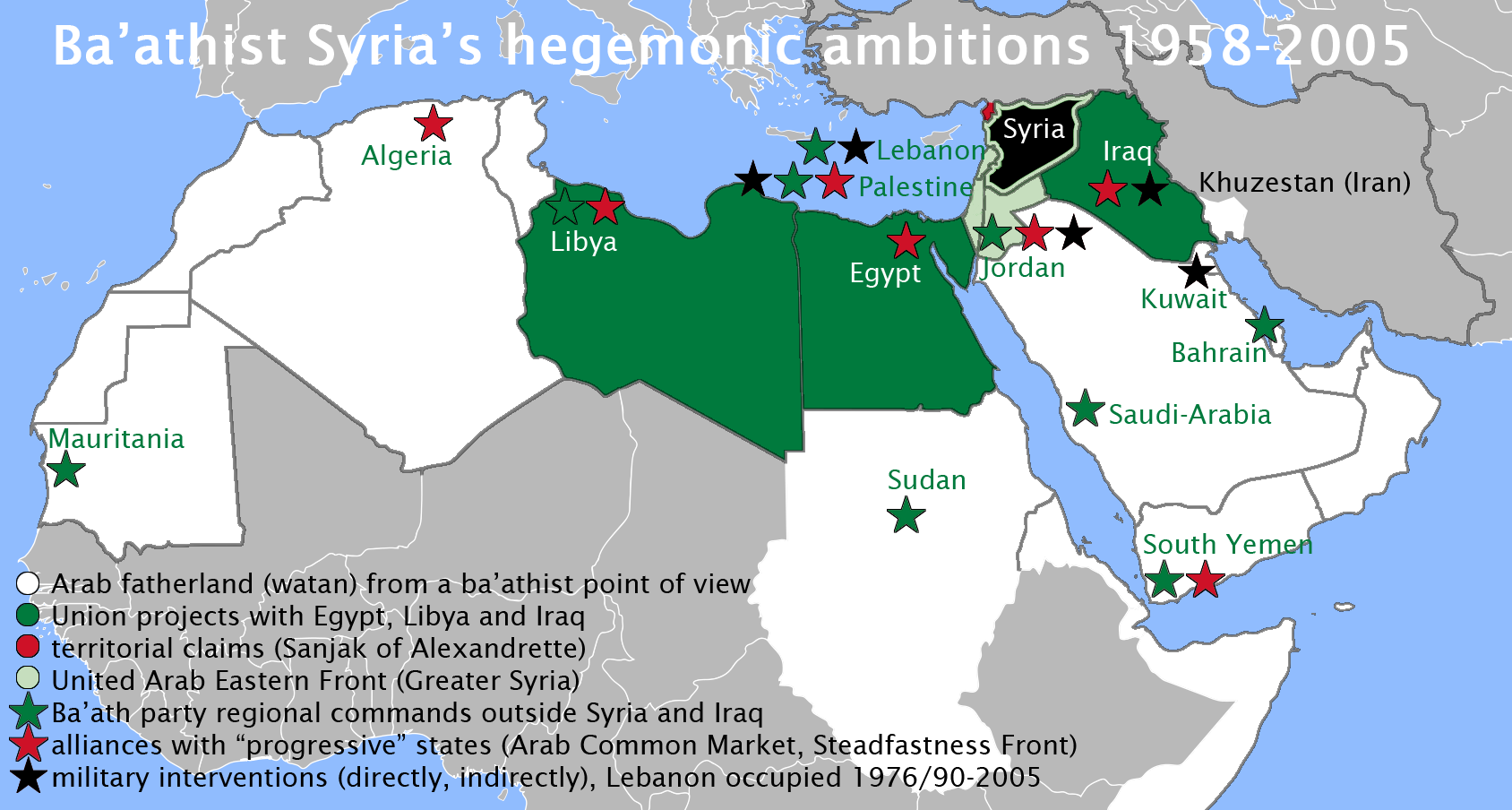
敘利亞復興黨在1958年—2005年的霸權野心

### 伊拉克
該黨在伊拉克又被稱作「左翼復興黨」或“伊拉克地区”（Qutr Al-Iraq）。較著名的黨員有馬哈茂德·謝赫·拉迪、法齊·穆特拉克·拉維與馬哈茂德·沙姆薩。該黨反對海珊的統治，也是第一個被海珊針對的團體。在海珊政權的鎮壓下，復興黨伊拉克黨部失去了數百名幹部。拉迪在1970年代常駐於敘利亞。
該黨稱海珊政權為「法西斯」。當兩伊戰爭在1970年爆發時，該黨與伊拉克共產黨、庫德斯坦愛國聯盟和庫德社會黨參與了伊拉克愛國與民主陣線的建立，該陣線宣示要推翻海珊。
在1980年代，該黨與開始與伊拉克伊斯蘭最高委員會合作。1989年，該黨在大馬士革舉行了第一場伊拉克反對派大會。該黨也參與了1991年在貝魯特舉辦的伊拉克反對派會議 。1999年，拉迪停留在英國。該黨是伊拉克國民武裝力量聯盟的三個構成團體之一（另外兩個是伊拉克共產黨與伊斯蘭達瓦黨）。該聯盟同時反對海珊政權與美國干涉。在2003年入侵伊拉克前夕，該黨公開譴責美國參與對流亡伊拉克異議人士的組織。
在海珊政權垮台後，對於該黨是否也適用去復興黨化法令存在疑問。2008年，拉迪請求准許該黨在伊拉克運作並被允許參與和解過程。作為回應，伊拉克政府表示「復興黨伊拉克黨部」與「海珊的復興黨」為不同的團體，因為在海珊政權時期該黨曾參與反對派會議。直到2009年時，該黨伊拉克黨部仍位於敘利亞境內。
2018年時，拉迪訪問巴格達，並在和解談話時與伊拉克總統福阿德·马苏姆會面。